# Hospet
Hospet (en canarés: ಹೊಸಪೇಟೆ ) es una ciudad ubicada en el distrito de Bellary en el norte de Karnataka, India. El nombre moderno es la abreviatura del original Hosapattana. En los tiempos antiguos la conocían como Nagalapura. La ciudad es conocida por su proximidad a las ruinas de Vijayanagara. Sirve como centro de alojamiento de los turistas que visitan las ruinas.

## Atracciones
Su importancia turística está en su proximidad a Hampi, el sitio donde se desarrolló el Imperio medieval de Vijayanagar, situado aproximadamente a 12 kilómetros de distancia. La Presa Tungabhadra aquí construida encauza las aguas dulces del río Tungabhadra. En la base de la presa existe un jardín, labrado a lo largo con líneas japonesas. La ciudad es conocida por su hospitalidad hacia los extranjeros que visitan el lugar. También Kishkinda, un parque situado solamente a 5 kilómetros de Hospet, es una atracción para los turistas.

## Transporte
Hospet está conectado por carretera y ferrocarril a Bangalore (352 kilómetros), Bellary, Hubli-Dharward, Gadag, Bijapur y muchos otros sitios. El aeropuerto más cercano está en Hubli (150 kilómetros). Muchas pistas de aterrizaje privadas también son utilizadas.

## Economía
Recientemente Hospet ha estado desarrollándose en forma acelerada debido al auge en el negocio de la minería. Hospet y las áreas adyacentes están rodeadas por minas de hierro. La planta de acero de Jindal Vijayanagar está 33 kilómetros de Hospet y es uno de los productores más grandes de acero en India y la planta COREX más grande en Asia.